# Raimondo Ponte
Raimondo Ponte (Windisch, 4 aprile 1955) è un allenatore di calcio ed ex calciatore svizzero, di ruolo centrocampista.

## Carriera

### Calciatore
La sua famiglia è originaria di Casalnuovo di Napoli.
Da calciatore vinse per 3 volte il campionato svizzero (1978, 1983 e 1984) e per 2 volte la Coppa di Svizzera (1983 e 1988), sempre con la maglia del Grasshoppers. Dopo essersi trasferito ai tigurini dall'Aarau, lasciò il club zurighese solo per due brevi esperienze all'estero, una con il Nottingham Forest e una con il Bastia. Particolarmente infelice fu la sua permanenza al Bastia, dove fu insultato ed emarginato.

### Allenatore
Dopo una brillante carriera da calciatore Ponte si dedica al ruolo di allenatore, prevalentemente in Svizzera.
Nella stagione 2007-2008 viene ingaggiato dal Chiasso con il quale retrocede in Prima Lega. Al Chiasso torna dalla stagione 2009-2010 sino alla fine della stagione 2011-2012, quando Ponte decide di non rinnovare più il contratto. Nei tre campionati sulla panchina rossoblu, conquista una promozione in Challenge League e due settimi posti. Una curiosità sul personaggio è quella di aver portato a più riprese le proprie squadre in ritiro presso la caserma militare di Windisch, suo paese natale.
Dopo aver lasciato la società rossoblu, si accasa presso il Bellinzona. Protagonista di un inizio di stagione deludente, e in acceso conflitto con alcuni giocatori, il tecnico viene licenziato dopo poche partite. Nel corso della medesima stagione, Ponte viene ingaggiato dal Lugano, che conduce a una tranquilla salvezza.

## Statistiche

### Statistiche da allenatore
Statistiche aggiornate al 15 agosto 2024. In grassetto le competizioni vinte.
| Stagione           | Squadra            | Campionato         | Campionato | Campionato | Campionato | Campionato | Coppe nazionali | Coppe nazionali | Coppe nazionali | Coppe nazionali | Coppe nazionali | Coppe continentali | Coppe continentali | Coppe continentali | Coppe continentali | Coppe continentali | Altre coppe | Altre coppe | Altre coppe | Altre coppe | Altre coppe | Totale | Totale | Totale | Totale | % Vittorie | Piazzamento      |
| Stagione           | Squadra            | Comp               | G          | V          | N          | P          | Comp            | G               | V               | N               | P               | Comp               | G                  | V                  | N                  | P                  | Comp        | G           | V           | N           | P           | G      | V      | N      | P      | %          | Piazzamento      |
| ------------------ | ------------------ | ------------------ | ---------- | ---------- | ---------- | ---------- | --------------- | --------------- | --------------- | --------------- | --------------- | ------------------ | ------------------ | ------------------ | ------------------ | ------------------ | ----------- | ----------- | ----------- | ----------- | ----------- | ------ | ------ | ------ | ------ | ---------- | ---------------- |
| 1988-1989          | Baden              | LNB                | 22+14      | 10+4       | 4+6        | 8+4        | CS              | 4               | 3               | 0               | 1               | -                  | -                  | -                  | -                  | -                  | -           | -           | -           | -           | -           | 40     | 17     | 10     | 13     | 42,50      | 4°               |
| 1989-1990          | Baden              | LNB                | 22+14      | 14+6       | 4+4        | 4+4        | CS              | 2               | 1               | 0               | 1               | -                  | -                  | -                  | -                  | -                  | -           | -           | -           | -           | -           | 38     | 21     | 8      | 9      | 55,26      | 4°               |
| 1990-1991          | Baden              | LNB                | 22+14      | 13+4       | 5+3        | 4+7        | CS              | 2               | 1               | 0               | 1               | -                  | -                  | -                  | -                  | -                  | -           | -           | -           | -           | -           | 38     | 21     | 8      | 9      | 55,26      | 7°               |
| 1991-1992          | Baden              | LNB                | 22+14      | 12+2       | 5+9        | 5+3        | CS              | 4               | 3               | 0               | 1               | -                  | -                  | -                  | -                  | -                  | -           | -           | -           | -           | -           | 40     | 17     | 14     | 9      | 42,50      | 5°               |
| 1992-1993          | Baden              | LNB                | 22+10      | 7+4        | 9+3        | 6+3        | CS              | 3               | 2               | 0               | 1               | -                  | -                  | -                  | -                  | -                  | -           | -           | -           | -           | -           | 35     | 13     | 12     | 10     | 37,14      | 8°               |
| 1993-1994          | Baden              | LNB                | 18+14      | 9+8        | 3+2        | 6+4        | CS              | 5               | 3               | 1               | 1               | -                  | -                  | -                  | -                  | -                  | -           | -           | -           | -           | -           | 37     | 20     | 6      | 11     | 54,05      | 3°               |
| Totale Baden       | Totale Baden       | Totale Baden       | 208        | 93         | 57         | 58         |                 | 20              | 13              | 1               | 6               |                    | -                  | -                  | -                  | -                  |             | -           | -           | -           | -           | 228    | 106    | 58     | 64     | 46,49      |                  |
| mar.-giu. 1995     | Zurigo             | LNA                | 11         | 4          | 4          | 3          | CS              | 1               | 0               | 0               | 1               | -                  | -                  | -                  | -                  | -                  | -           | -           | -           | -           | -           | 12     | 4      | 4      | 4      | 33,33      | Sub. 11°         |
| 1995-1996          | Zurigo             | LNA                | 22+14      | 4+8        | 6+4        | 12+2       | CS              | 3               | 2               | 0               | 1               | -                  | -                  | -                  | -                  | -                  | -           | -           | -           | -           | -           | 39     | 14     | 10     | 15     | 35,90      | 11°              |
| 1996-1997          | Zurigo             | LNA                | 22+14      | 6+1        | 9+7        | 7+6        | CS              | 2               | 1               | 0               | 1               | -                  | -                  | -                  | -                  | -                  | -           | -           | -           | -           | -           | 38     | 8      | 16     | 14     | 21,05      | 7°               |
| 1997-1998          | Zurigo             | LNA                | 22+14      | 7+6        | 9+5        | 6+3        | CS              | 2               | 1               | 1               | 0               | -                  | -                  | -                  | -                  | -                  | -           | -           | -           | -           | -           | 38     | 14     | 15     | 9      | 36,84      | 4°               |
| 1998-1999          | Zurigo             | LNA                | 22+14      | 10+7       | 8+2        | 4+5        | CS              | 2               | 0               | 1               | 1               | CU                 | 8                  | 4                  | 2                  | 2                  | -           | -           | -           | -           | -           | 46     | 21     | 13     | 12     | 45,65      | 4°               |
| 1999-apr. 2000     | Zurigo             | LNA                | 22+5       | 6+2        | 8+1        | 8+2        | CS              | 3               | 3               | 0               | 0               | CU                 | 6                  | 4                  | 0                  | 2                  | -           | -           | -           | -           | -           | 36     | 15     | 9      | 12     | 41,67      | Eson.            |
| Totale Zurigo      | Totale Zurigo      | Totale Zurigo      | 182        | 61         | 63         | 58         |                 | 13              | 7               | 2               | 4               |                    | 14                 | 8                  | 2                  | 4                  |             | -           | -           | -           | -           | 209    | 76     | 67     | 66     | 36,36      |                  |
| ago. 2001-2002     | Lucerna            | LNA                | 17+14      | 3+2        | 3+5        | 11+7       | CS              | 3               | 2               | 1               | 0               | -                  | -                  | -                  | -                  | -                  | -           | -           | -           | -           | -           | 34     | 7      | 9      | 18     | 20,59      | Sub. 11°         |
| 2002-mar. 2003     | Carrarese          | C1                 | 27         | 4          | 10         | 13         | CI-C            | 4               | 0               | 0               | 4               | -                  | -                  | -                  | -                  | -                  | -           | -           | -           | -           | -           | 31     | 4      | 10     | 17     | 12,90      | Eson             |
| feb.-mag. 2004     | Wohlen             | CL                 | 16         | 5          | 8          | 3          | CS              | -               | -               | -               | -               | -                  | -                  | -                  | -                  | -                  | -           | -           | -           | -           | -           | 16     | 5      | 8      | 3      | 31,25      | Sub. 5°          |
| lug.-ott. 2004     | Wohlen             | CL                 | 13         | 3          | 4          | 6          | CS              | 2               | 0               | 1               | 1               | -                  | -                  | -                  | -                  | -                  | -           | -           | -           | -           | -           | 16     | 5      | 8      | 3      | 31,25      | Eson.            |
| Totale Wohlen      | Totale Wohlen      | Totale Wohlen      | 29         | 8          | 12         | 9          |                 | 2               | 0               | 1               | 1               |                    | -                  | -                  | -                  | -                  |             | -           | -           | -           | -           | 31     | 8      | 13     | 10     | 25,81      |                  |
| 2005-2006          | YF Juventus        | CL                 | 34         | 8          | 14         | 12         | CS              | 2               | 1               | 0               | 1               | -                  | -                  | -                  | -                  | -                  | -           | -           | -           | -           | -           | 36     | 9      | 14     | 13     | 25,00      | 15°              |
| 2006-mar. 2007     | YF Juventus        | CL                 | 22         | 2          | 6          | 14         | CS              | 2               | 1               | 0               | 1               | -                  | -                  | -                  | -                  | -                  | -           | -           | -           | -           | -           | 24     | 3      | 6      | 15     | 12,50      | Eson.            |
| Totale YF Juventus | Totale YF Juventus | Totale YF Juventus | 56         | 10         | 20         | 26         |                 | 4               | 2               | 0               | 2               |                    | -                  | -                  | -                  | -                  |             | -           | -           | -           | -           | 60     | 12     | 20     | 28     | 20,00      |                  |
| set. 2007-2008     | Chiasso            | CL                 | 26         | 8          | 7          | 11         | CS              | 2               | 1               | 0               | 1               | -                  | -                  | -                  | -                  | -                  | -           | -           | -           | -           | -           | 28     | 9      | 7      | 12     | 32,14      | Sub. 17° (retr.) |
| 2009-2010          | Chiasso            | PL                 | 30+4       | 19+4       | 7+0        | 4+0        | CS              | 1               | 0               | 0               | 1               | -                  | -                  | -                  | -                  | -                  | -           | -           | -           | -           | -           | 35     | 23     | 7      | 5      | 65,71      | 1° (prom.)       |
| 2010-2011          | Chiasso            | CL                 | 30         | 12         | 5          | 13         | CS              | 2               | 1               | 1               | 0               | -                  | -                  | -                  | -                  | -                  | -           | -           | -           | -           | -           | 32     | 13     | 6      | 13     | 40,63      | 7°               |
| 2011-2012          | Chiasso            | CL                 | 30         | 11         | 12         | 7          | CS              | 2               | 1               | 0               | 1               | -                  | -                  | -                  | -                  | -                  | -           | -           | -           | -           | -           | 32     | 12     | 12     | 8      | 37,50      | 7°               |
| Totale Chiasso     | Totale Chiasso     | Totale Chiasso     | 120        | 54         | 31         | 35         |                 | 7               | 3               | 1               | 3               |                    | -                  | -                  | -                  | -                  |             | -           | -           | -           | -           | 127    | 57     | 32     | 38     | 44,88      |                  |
| lug.-ago. 2012     | Bellinzona         | CL                 | 5          | 2          | 1          | 2          | CS              | -               | -               | -               | -               | -                  | -                  | -                  | -                  | -                  | -           | -           | -           | -           | -           | 5      | 2      | 1      | 2      | 40,00      | Eson.            |
| nov. 2012-2013     | Lugano             | CL                 | 21         | 7          | 6          | 8          | CS              | -               | -               | -               | -               | -                  | -                  | -                  | -                  | -                  | -           | -           | -           | -           | -           | 21     | 7      | 6      | 8      | 33,33      | Sub. 7°          |
| feb.-mag. 2014     | Sion               | SL                 | 17         | 8          | 2          | 7          | CS              | -               | -               | -               | -               | -                  | -                  | -                  | -                  | -                  | -           | -           | -           | -           | -           | 17     | 8      | 2      | 7      | 47,06      | Sub. 8°          |
| apr.-mag. 2015     | Aarau              | SL                 | 11         | 3          | 2          | 6          | CS              | -               | -               | -               | -               | -                  | -                  | -                  | -                  | -                  | -           | -           | -           | -           | -           | 11     | 3      | 2      | 6      | 27,27      | Sub. 10° (retr.) |
| Totale carriera    | Totale carriera    | Totale carriera    | 707        | 255        | 212        | 240        |                 | 53              | 27              | 6               | 20              |                    | 14                 | 8                  | 2                  | 4                  |             | -           | -           | -           | -           | 774    | 290    | 220    | 264    | 37,47      |                  |

## Palmarès

### Giocatore

#### Club

##### Competizioni nazionali
- Campionato svizzero: 3

Grasshopper: 1977-1978, 1982-1983, 1983-1984
- Coppa Svizzera: 2

Grasshopper: 1982-1983, 1987-1988
- Coppa di Lega svizzera: 1

Grasshopper: 1974-1975

### Allenatore
- Promotion League: 1

Chiasso: 2009-2010

#### Competizioni internazionali
- Coppa Piano Karl Rappan: 1

Grasshopper: 1979

#### Individuale
- Capocannoniere della Coppa UEFA: 1

1977-1978 (8 gol ex aequo con Gerrie Deijkers)